# Trichopodus poptae
Trichopodus poptae Low, Tan & Britz, 2014 è un pesce d'acqua dolce appartenente alla famiglia Osphronemidae.

## Etimologia
Il nome della specie, poptae, è un omaggio a Canna Maria Louise Popta, curatrice del reparto ittico del Rijks-museum van Natuurlijke Historie di Leida (1891-1928).

## Distribuzione e habitat
Questa specie è stata osservata per la prima volta nelle acque dolci di torrenti e stagni nelle immediate vicinanze di Desa Kerendan, un piccolo villaggio all'interno del bacino idrografico del fiume Barito, nel Borneo (Indonesia. Vive in acque basse con fondi di ghiaia.

## Descrizione
Raggiunge una lunghezza massima di 6,5 cm.

## Riproduzione
Il maschio costruisce un nido di bolle.